# Трембкі-Нові
Трембкі-Нові (пол. Trębki Nowe) — село в Польщі, у гміні Закрочим Новодворського повіту Мазовецького воєводства.
Населення — 597 осіб (2011).
У 1975-1998 роках село належало до Варшавського воєводства.

## Демографія
Демографічна структура станом на 31 березня 2011 року:
|          | Загалом | Допрацездатний вік | Працездатний вік | Постпрацездатний вік |
| -------- | ------- | ------------------ | ---------------- | -------------------- |
| Чоловіки | 307     | 72                 | 210              | 25                   |
| Жінки    | 290     | 63                 | 177              | 50                   |
| Разом    | 597     | 135                | 387              | 75                   |